# Catalina Sunnesdotter
Catalina Sunnesdotter (fallecida en el Convento de Gudhem en 1252). Reina consorte de Suecia, esposa de Erico XI Eriksson. Era hija del jarl Sune Folkesson y de la princesa Helena Sverkersdotter. Su madre era hija del rey Sverker II.
Enviudó en 1250 sin haber tenido descendencia. Se sabe que donó una parte considerable de sus bienes al Convento de Gudhem, en la provincia de Västergötland. Pudo haber tomado los hábitos de monja, pues falleció en el convento en 1252. Ahí mismo permanecen sus restos.